# Rotana Records
Pour les articles homonymes, voir Rotana.
 (août 2024).
Si vous disposez d'ouvrages ou d'articles de référence ou si vous connaissez des sites web de qualité traitant du thème abordé ici, merci de compléter l'article en donnant les références utiles à sa vérifiabilité et en les liant à la section « Notes et références ».
Rotana Music est le plus grand label musical du Moyen-Orient. Il appartient au Rotana Group. Il est créé en 1987 puis cédé[réf. nécessaire] au prince libano-saoudien Al-Walid ben Talal à travers sa holding financière Kingdom Holding Company. Fin janvier 2021, il est annocé que Warner Music Group est prêt à prendre une participation minoritaire « à près de 200 millions de dollars ».
Rotana Group possède une société de production de cinéma, un magazine, une chaîne de télévision, sept stations de radio musicales et une société de gestion hôtelière.[pertinence contestée]